# Kanzel (Cousolre)

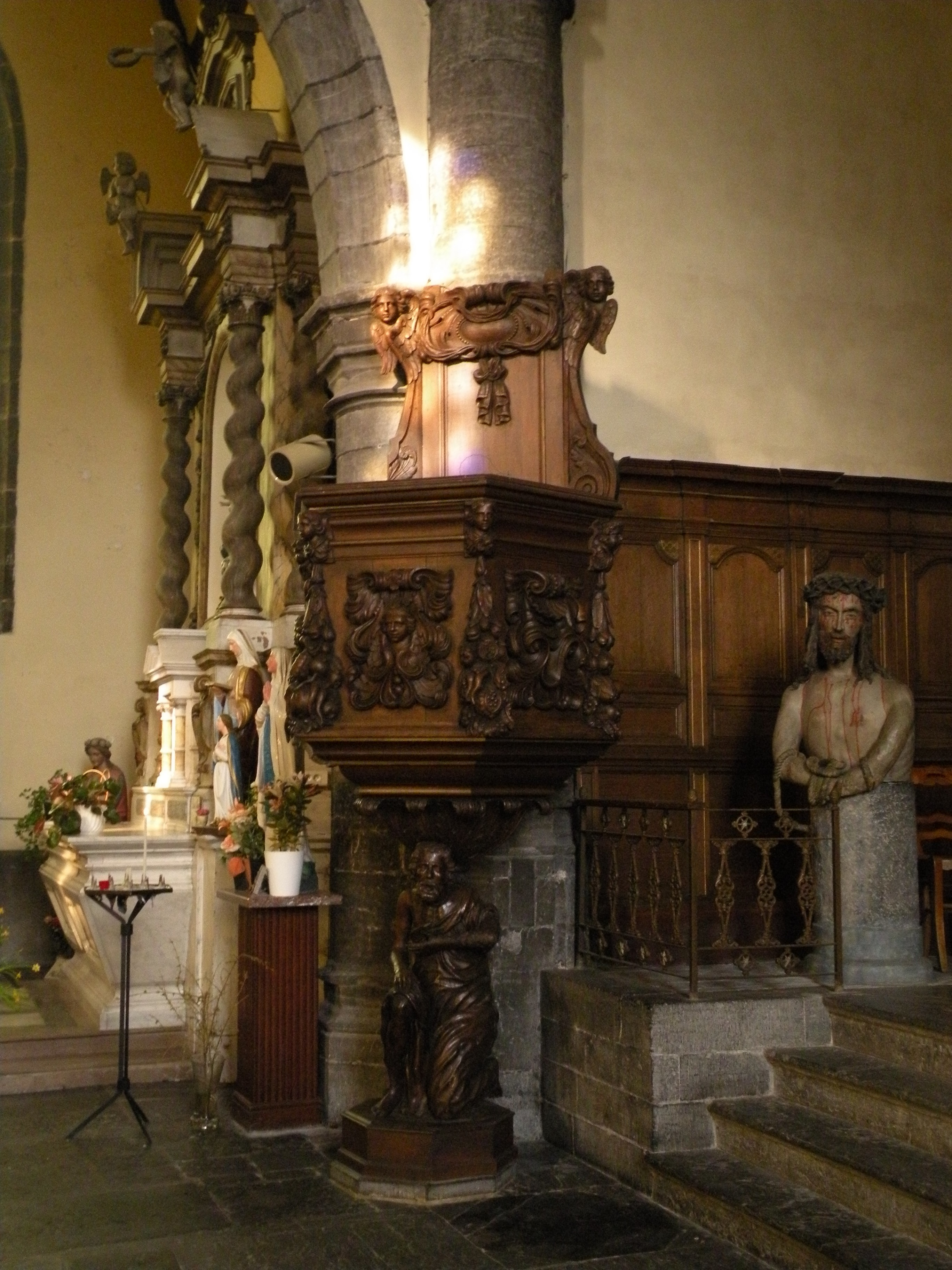
Kanzel in Cousolre

Die Kanzel in der katholischen Kirche St-Martin in Cousolre, einer französischen Gemeinde im Département Nord in der Region Hauts-de-France, wurde im dritten Quartal des 17. Jahrhunderts geschaffen. Im Jahr 1981 wurde die Kanzel als Monument historique in die Liste der denkmalgeschützten Objekte (Base Palissy) in Frankreich aufgenommen.
Der Fuß der 2,48 Meter hohen Kanzel aus Holz wird von einer Schnitzfigur eines Mannes mit Bart (vermutlich Mose) gebildet. Der fünfeckige Kanzelkorb ist reich mit Maskarons und Pflanzenmotiven geschmückt. Die Kanzelwand ist mit einer Kartusche mit Knoten, die von zwei Engeln gerahmt wird, dekoriert.   
Die Treppe und der Schalldeckel sowie die Gesetzestafeln des Mose fehlen.